# Vítězslav Novák
Vítězslav Novák (ur. 5 grudnia 1870 w Kamenicy nad Lipou, zm. 18 lipca 1949 w Skutečy) – czeski kompozytor i pedagog. Jeden z ważniejszych kompozytorów czeskich początku XX wieku.

## Życiorys
Studiował w Konserwatorium Praskim u Josefa Jiránka, Karela Steckera i Antonína Dvořáka. Po ukończeniu studiów od roku 1909 do 1941 był profesorem kompozycji w tym konserwatorium, a w latach 1920–1922 również jego rektorem .
W swojej twórczości kompozytorskiej inspirację czerpał z folkloru Czech, Moraw i Słowacji. Bliski był mu rodzimy pejzaż, ale też polskie Tatry, które często odwiedzał i uczynił tematem poematu symfonicznego W Tatrach (1902) . Mimo konserwatywnego gustu muzycznego w jego utworach typowo romantycznych widoczne są wpływy impresjonizmu francuskiego.
Vítězslav Novák komponował poematy symfoniczne, serenady, uwertury. Stworzył cztery opery, dwa balety, kantaty chóralne, utwory na fortepian i zespoły kameralne oraz pieśni.

## Wybrane kompozycje

### Utwory sceniczne
- Skrzat ze Zvíkova, opera komiczna, 1915
- Karlštejn, opera, 1916
- Latarnia, bajka muzyczna, 1923
- Spadek po dziadku, opera liryczna, 1926
- Žižka, muzyka sceniczna

### Utwory orkiestrowe
- Korsarz, poemat symfoniczny
- W Tatrach, poemat symfoniczny
- O wiecznej tęsknocie, poemat symfoniczny
- Toman i nimfa leśna, poemat symfoniczny
- Suita słowacka, poemat symfoniczny
- Suita południowoczeska
- De profundis, poemat symfoniczny
- Pan, poemat symfoniczny
- Tryptyk św. Wacława
- Symfonia majowa
- Burza, Kantata chóralna
- Narzeczona zmarłego, Kantata chóralna
- Symfonia jesienna

### Utwory kameralne
- Sonata na skrzypce i fortepian, 1891
- Trio fortepianowe op. 1, 1892
- Kwartet fortepianowy op. 7, 1894/1899
- Kwintet fortepianowy op. 12, 1896/1897
- Kwartet smyczkowy op. 22, 1899
- Trio fortepianowe quasi una ballata op. 27, 1902
- Kwartet smyczkowy op. 35, 1905
- Kwartet smyczkowy op. 66, 1938
- Sonata na wiolonczelę i fortepian op. 68, 1941
- Osiem nokturnów na głos z orkiestrą op. 39